# Sclerosomatidae
Sclerosomatidae – duża rodzina pajęczaków z rzędu kosarzy i podrzędu Eupnoi zawierająca około 1 300 opisanych gatunków z około 150 rodzajów.

## Nazwa
Ich nazwa pochodzi od greckich słów skleros, czyli twarde i soma, czyli ciało.

## Występowanie w Polsce
W Polsce do 2000 roku wykazano 9 gatunków:
Sclerosomatinae:
- Astrobunus laevipes (Canestrini, 1872)

Leiobuninae:
- Leiobunum blackwalli Meade, 1861
- Leiobunum limbatum C. L. Koch, 1861
- Leiobunum rotundum (Latreille, 1798)
- Leiobunum rupestre (Herbst, 1799)
- Leiobunum tisciae Avarm, 1968
- Nelima gothica Lohmander, 1945
- Nelima semproni Szalay, 1951

Gyinae:
- Gyas titanus Simon, 1879

## Systematyka
Rodzina liczy około 1300 gatunków należących do 4 opisanych podrodzin:
| - Podrodzina: Gagrellinae Thorell, 1889 - Abaetetuba Tourinho-Davis, 2004 - Adungrella Roewer, 1955 - Akalpia Roewer, 1915 - Altobunus Roewer, 1910 - Amazonesia Soares, 1970 - Antigrella Roewer, 1954 - Aurivilliola Roewer, 1910 - Azucarella Roewer, 1959 - Bakerinulus Roewer, 1955 - Bastia Roewer, 1910 - Bastioides Mello-Leitão, 1931 - Baturitia Roewer, 1931 - Biceropsis Roewer, 1935 - Bonthainia Roewer, 1913 - Bullobunus Roewer, 1910 - Caiza Roewer, 1925 - Caluga Roewer, 1959 - Carinobius Roewer, 1955 - Carmenia Roewer, 1915 - Carmichaelus Roewer, 1929 - Ceratobunellus Roewer, 1911 - Ceratobunoides Roewer, 1923 - Cervibunus Roewer, 1912 - Chasenella Roewer, 1955 - Chebabius Roewer, 1935 - Coonoora Roewer, 1929 - Dentobunus Roewer, 1910 - Diangathia Roewer, 1955 - Echinobunus Roewer, 1912 - Euceratobunus Roewer, 1923 - Eugagrella Roewer, 1910 - Euzaleptus Roewer, 1911 - Fesa Roewer, 1953 - Gagrella Stoliczka, 1869 - Gagrellenna Roewer, 1929 - Gagrellina Roewer, 1913 - Gagrellissa Roewer, 1931 - Gagrellopsis Sato & Suzuki, 1939 - Gagrellula Roewer, 1910 - Geaya Roewer, 1910 - Globulosoma Martens, 1987 - Guaranobunus Ringuelet, 1954 - Hamitergum Crawford, 1992 - Harmanda Roewer, 1910 - Harmandina Schenkel, 1954 - Hehoa Roewer, 1929 - Heterogagrella Roewer, 1954 - Hexazaleptus Suzuki, 1966 - Himaldroma Martens, 1987 - Himalzaleptus Martens, 1987 - Holcobunus Roewer, 1910 - Paratamboicus Mello-Leitão, 1940 - Holmbergiana Mello-Leitão, 1931 - Hologagrella Roewer, 1910 - Hypogrella Roewer, 1955 - Jussara Mello-Leitão, 1935 - Koyamaia Suzuki, 1972 - Krusa Goodnight & Goodnight, 1947 - Liopagus Chamberlin, 1916 - Marthana Thorell, 1891 - Melanopella Roewer, 1931 - Melanopula Roewer, 1929 - Metadentobunus Roewer, 1915 - Metahehoa Suzuki, 1985 - Metasyleus Roewer, 1955 - Metaverpulus Roewer, 1912 - Metazaleptus Roewer, 1912 - Microzaleptus Roewer, 1955 - Munequita Mello-Leitão, 1941 - Neogagrella Roewer, 1913 - Nepalgrella Martens, 1987 - Nepalkanchia Martens, 1990 - Obigrella Roewer, 1955 - Octozaleptus Suzuki, 1966 - Onostemma Mello-Leitão, 1938 - Oobunus Kishida, 1930 - Orissula Roewer, 1955 - Padangrella Roewer, 1954 - Palniella Roewer, 1929 - Paradentobunus Roewer, 1915 - Paragagrella Roewer, 1912 - Paragagrellina Schenkel, 1963 - Parageaya Mello-Leitão, 1933 - Paraumbogrella Suzuki, 1963 - Paruleptes Soares, 1970 - Pectenobunus Roewer, 1910 - Pergagrella Roewer, 1954 - Pokhara Suzuki, 1970 - Prionostemma Pocock, 1903 - Prodentobunus Roewer, 1923 - Psammogeaya Mello-Leitão, 1946 - Psathyropus L. Koch, 1878 - Pseudarthromerus Karsch, 1892 - Pseudogagrella Redikortsev, 1936 - Pseudomelanopa Suzuki, 1974 - Pseudosystenocentrus Suzuki, 1985 - Romerella Goodnight & Goodnight, 1943 - Sarasinia Roewer, 1913 - Sataria Roewer, 1915 - Scotomenia Thorell, 1889 - Sericicorpus Martens, 1987 - Sinadroma Roewer, 1955 - Syleus Thorell, 1876 - Syngagrella Roewer, 1913 - Systenocentrus Simon, 1886 - Tamboicus Roewer, 1912 - Taperina Roewer, 1953 - Tetraceratobunus Roewer, 1915 - Toragrella Roewer, 1955 - Trachyrhinus Weed, 1892 - Umbogrella Roewer, 1955 - Verpulus Simon, 1901 - Verrucobunus Roewer, 1931 - Xerogrella Martens, 1987 - Zaleptiolus Roewer, 1955 - Zaleptulus Roewer, 1955 - Zaleptus Thorell, 1876 - Pseudoarthromerus Karsch, 1891 | - Podrodzina: Gyantinae Silhavý, 1946 - Gyas Simon, 1879 - Gyoides Martens, 1982 - Rongsharia Roewer, 1957 - Dalquestia Cokendolpher, 1984 - Diguetinus Roewer, 1912 - Eurybunus Banks, 1893 - Globipes Banks, 1893 - Metopilio Roewer, 1911 - Podrodzina: Leiobuninae Banks, 1893 - † Amauropilio Mello-Leitão, 1937 - Cosmobunus Simon, 1879 - Dilophiocara Redikorzev, 1931 - Eumesosoma Cokendolpher, 1980 - Eusclera Roewer, 1910 - Hadrobunus Banks, 1900 - Leiobunum C.L.Koch, 1839 - Leuronychus Banks, 1900 - Microliobunum Roewer, 1912 - Micronelima Schenkel, 1938 - Nelima Roewer, 1910 - Paranelima Caporiacco, 1938 - Schenkeliobunum Starega, 1964 - Togwoteeus Roewer, 1952 - Podrodzina: Sclerosomatinae Simon, 1879 - Astrobunus Thorell, 1876 - Granulosoma Martens, 1973 - Homalenotus C.L.Koch, 1839 - Mastobunus Simon, 1879 - Metasclerosoma Roewer, 1912 - Protolophus Banks, 1893 - Pseudastrobunus Martens, 1973 - Pseudohomalenotus Caporiacco, 1935 - Pygobunus Roewer, 1957 - Umbopilio Roewer, 1956 |